# Massacre de El Amparo
Pour les articles homonymes, voir El Amparo et Amparo.
Le massacre de El Amparo est une bavure militaire vénézuélienne ayant eu lieu sous la présidence de Jaime Lusinchi.

## Massacre de El Amparo ou de La Colorada
Le massacre de El Amparo est aussi connu sous le nom du massacre de La Colorada. Il désigne les événements ayant eu lieu le 29 octobre 1988 aux alentours de El Amparo (État d'Apure), village frontalier de la Colombie, au cours desquels 14 pêcheurs furent assassinés par les forces de sécurité vénézuéliennes. Cette tuerie fut organisée par le colonel Enrique Vivas Quitero, commandant militaire de ce secteur.
Les coupables justifièrent leur action en déclarant que ces pêcheurs étaient en réalité des guérilleros colombiens qui préparaient des actions terroristes sur le territoire vénézuélien. Mais il fut prouvé que ces allégations étaient infondées, ce qui déclencha un vaste mouvement de protestation au niveau national, un an avant les émeutes du caracazo, et international (Cour interaméricaine des droits de l'homme de l'Organisation des États américains).